# Pangèon
El Pangèon (en grec, Παγγαίο; grec antic: Παγγαῖον, llatí: Pangaeum) és un massís muntanyós de la Macedònia grega que s'estén del riu Estrímon a la plana de Filips. El cim més elevat rep el nom de Koutra (grec: Κούτρα) i fa 1.956m.
Les muntanyes són riques en or i plata, i ja eren conegudes a l'antiguitat. Sembla que, mentre que els grecs de Tasos coneixien les mines de tota la zona (i de fet colonitzaren tota la Perea per explotar-ne les mines), les mines del Pangèon foren explotades principalment pels pieris, els odomants i els satres, els pobles tracis d'abans de l'arribada dels grecs de Tasos.